# D9 (Haute-Garonne)
De D9 is een 31,9 km lange departementale weg, die in het Franse departement Haute-Garonne (regio Occitanie) van noord naar zuid loopt.

## Loop van de D9
De D9 gaat van de D128 boven Boulogne-sur-Gesse in het noorden naar Saint-Gaudens in het zuiden door heuvelachtig terrein.

## Aftakkingen
- De vijf kilometer lange D9D[2] is in het noordwesten het verlengde van de D633. Hij gaat in het zuidoosten naar de D9 bij Sarremezan.
- De 6,8 kilometer lange D9E[3] verbindt de D633 in het westen met de D635 bij Gagnolis in het oosten.
- De ruim een kilometer lange D9F voegt vanaf de D139 boven Boulogne-sur-Gesse in in de D9.